# Liste des maires de Metz
 (octobre 2023).
Si vous disposez d'ouvrages ou d'articles de référence ou si vous connaissez des sites web de qualité traitant du thème abordé ici, merci de compléter l'article en donnant les références utiles à sa vérifiabilité et en les liant à la section « Notes et références ».
Ceci est une liste des maires successifs de la ville de Metz.

## AuXVIIIesiècle
- Henri Jacques Poutet, du 8 février au 13 juillet 1790.
- Jean Baptiste Nicolas Pacquin de Rurigny, du 1er août 1790 eu 25 mai 1792.
- François-Paul-Nicolas Anthoine, du 29 juillet au 5 septembre 1792.
- François Mathieu de Rondeville, du 10 décembre 1792 au 14 mars 1793.
- Pierre Georges Gaspard, du 14 mars au 10 novembre 1793.
- Nicolas Barthelemy, du 10 novembre 1793 au 23 janvier 1795.
- François Barbé-Marbois, du 5 janvier au 4 octobre 1795.
- Jean Aubertin, du 4 novembre 1795 au 24 mai 1796.
- Marie Nicolas Laurent Arnoult, du 24 mai 1796 eu 26 mars 1797.
- Jean Aubertin, du 23 mars au 18 septembre 1797.
- Charles Michel Guelle, du 18 septembre 1797 au 25 mars 1798.
- Marie Nicolas Laurent Arnoult, du 20 avril 1798 au 14 avril 1800.

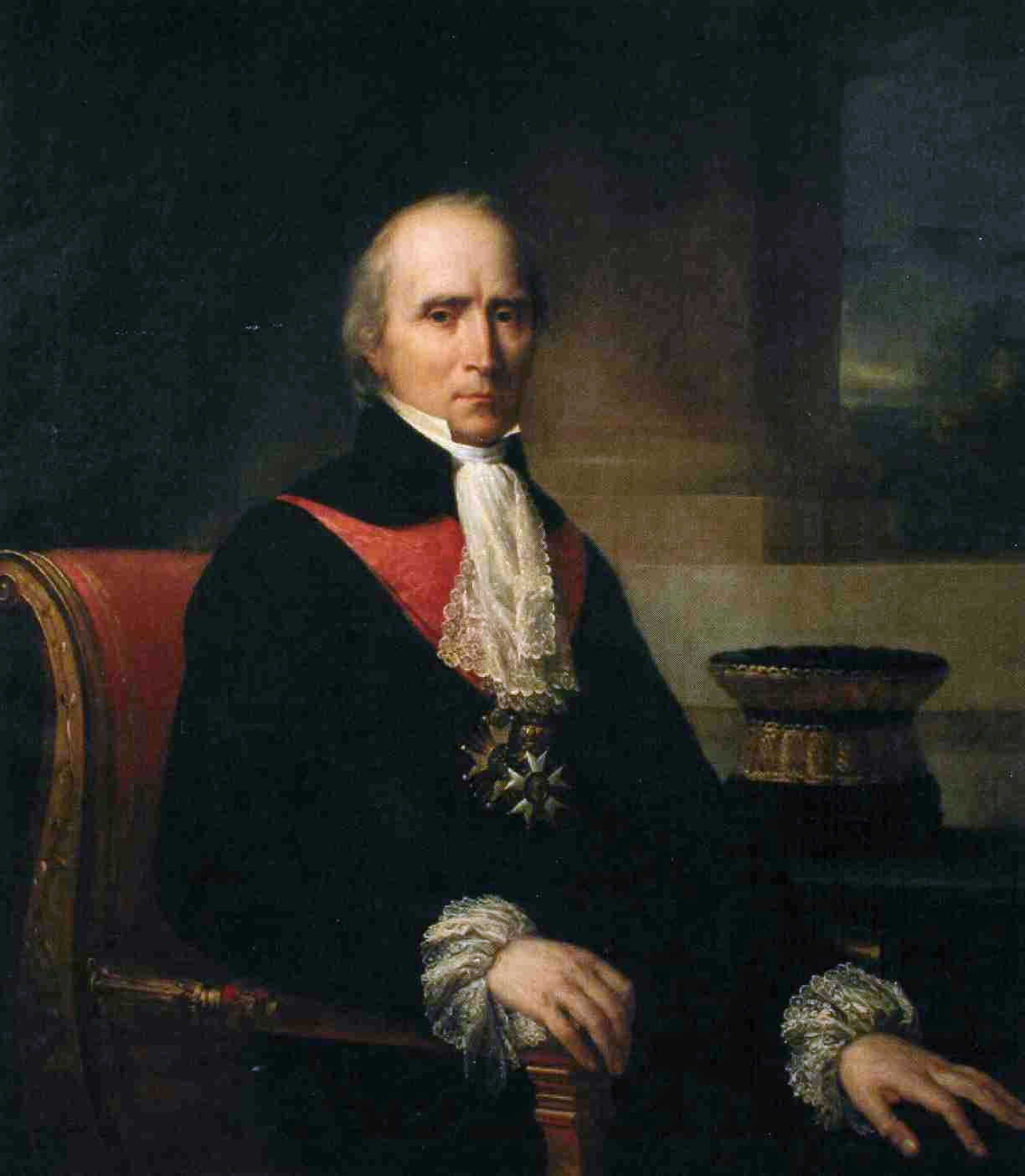
François Barbé-Marbois

## AuXIXesiècle
- François Benoît Charles Pantaléon Durand de Tichemont, du 1er juin 1800 au 26 juillet 1800.
- Jean François Goussaud d’Antilly, du 4 décembre 1800 au 1er novembre 1805.
- Nicolas Damas Marchant, du 1er novembre 1805 au 6 mai 1815.
- Pierre Joseph Chédeaux, du 4 mai au 5 juillet 1815 (Cent-Jours).
- Nicolas Damas Marchant, du 5 août 1815 au 7 février 1816.
- Joseph de Turmel, du 7 février 1816 au 1er août 1830.
- Émile-Jean-Didier Bouchotte, du 1er août 1830 au 1er avril 1831.
- Pierre Joseph Chédeaux, du 13 avril 1831 au 13 avril 1832.
- Barthélemy Bompard, du 26 juin 1832 au 26 août 1833 et du 14 avril 1835 au 7 mai 1839.
- Jean Victor Germain, du 30 juillet au 23 décembre 1839.
- Gilbert Jean Baptiste Dufour, du 23 décembre 1839 au 10 mars 1842.
- Jean Victor Germain, du 18 décembre 1843 au 2 mai 1846 et du 25 novembre 1846 au 2 mai 1849.
- Jean Aimé Le Monnier, du 29 mai au 17 septembre 1849.
- Isaïe Schwabe, du 19 septembre 1849 au 19 janvier 1850.
- Jean Victor Germain, du 25 janvier au 1er juin 1850.
- Édouard Jaunez, du 2 juin 1850 au 15 juillet 1854.
- Philippe Félix Maréchal, du 29 juillet 1854 au 29 mars 1871.

Pendant l'annexion de l'Alsace-Lorraine (1871-1918) :
- Paul Théodore Auguste Bezanson, du 9 août 1871 au 2 janvier 1877.
- Julius von Freyberg-Eisenberg, du 2 janvier 1877 au 23 juin 1880.
- Alexander Halm, du 24 juin 1880 au 1er août 1895.
- Sigismond von Kramer, du 9 août 1895 au 29 octobre 1901.

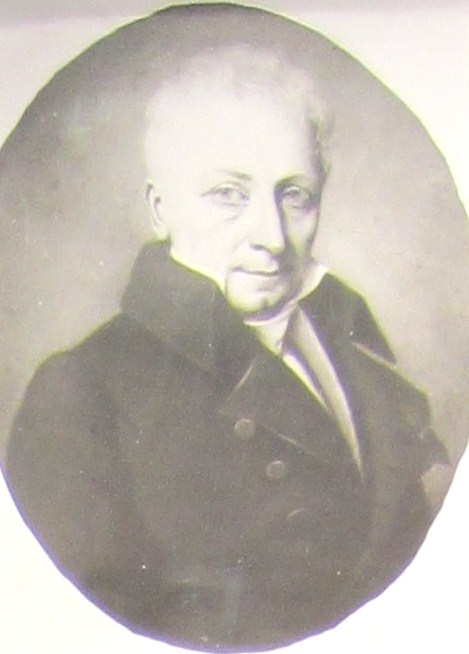
Charles-François Durand de Tichemont
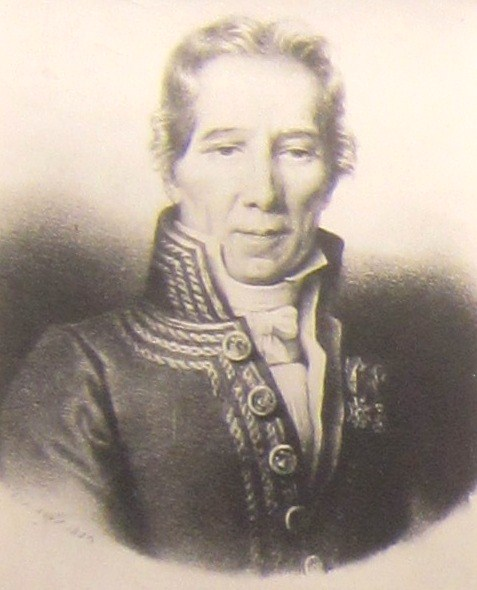
Joseph de Turmel
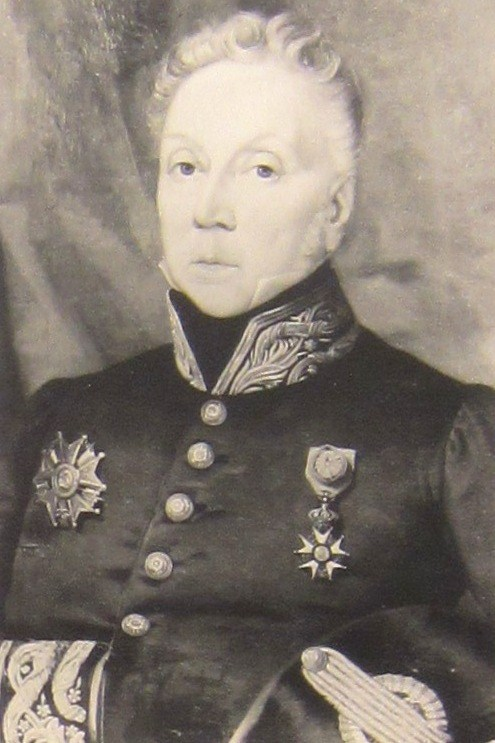
Gilbert Jean Baptiste Dufour
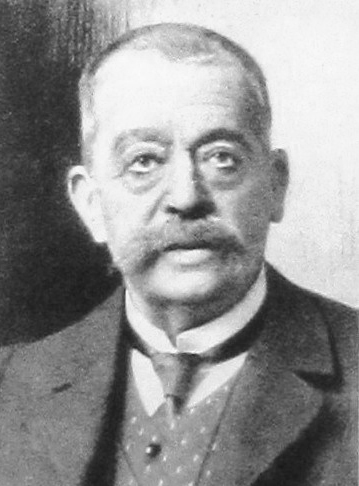
Édouard Jaunez
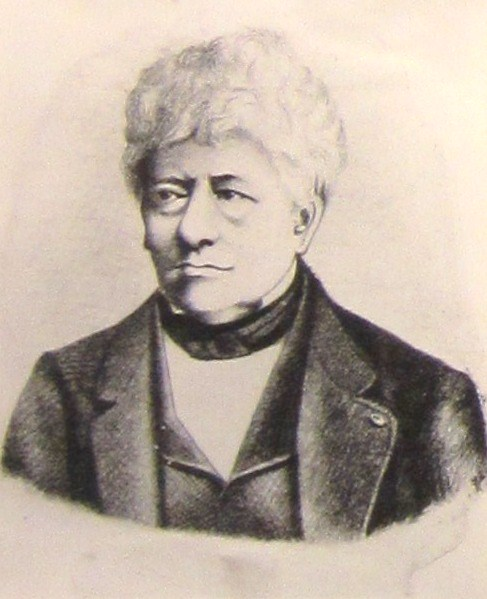
Félix Maréchal
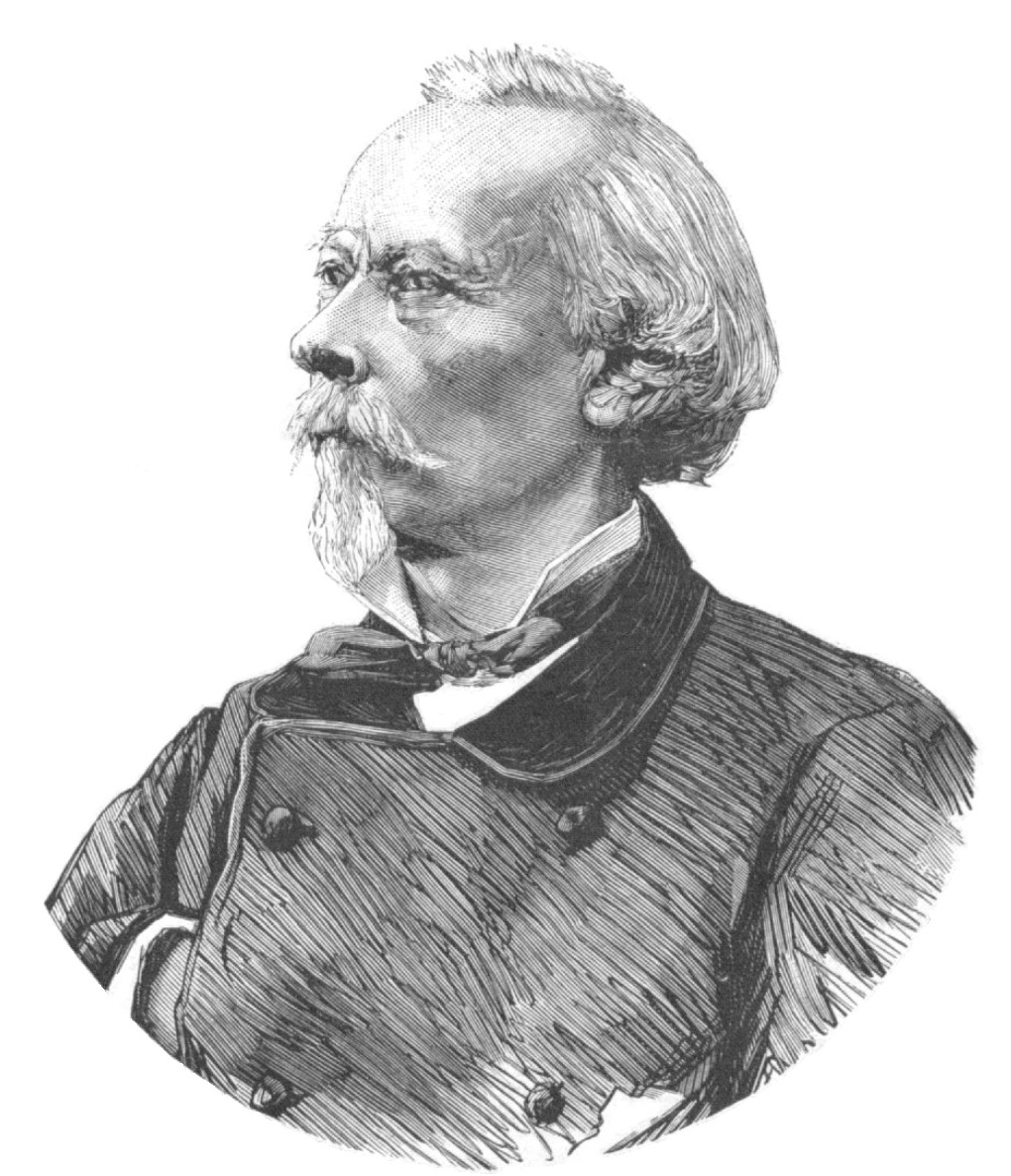
Paul Bezanson

## AuXXesiècle
- Franz Joseph Ströver, du 23 décembre 1901 au 30 juin 1908.
- Paul Böhmer, du 24 août 1908 au 20 septembre 1910.
- Roger Foret, du 25 février 1911 au 17 novembre 1918.

Période de transition de facto :
- Charles Becker, de facto, du 11 au 23 novembre 1918.
- Charles Victor Prével, du 24 novembre 1918 au 29 septembre 1919.

Fin de l'annexion de l'Alsace-Lorraine (1871-1918), le 28 juin 1919
- Louis Reinert, du 2 octobre 1919 au 10 décembre 1919.
- Paul Winsback, du 10 décembre 1919 au 9 mai 1922.
- Louis Reinert, du 13 mai 1922 au 10 juin 1922.
- Nicolas Jung, du 10 juin 1922 au 26 avril 1924.
- Paul Vautrin, du 17 juin 1924 au 21 septembre 1938.
- Gabriel Hocquard, du 3 novembre 1938 au 22 juin 1940[1] (puis 1944-1947).

Annexion de l'Alsace-Moselle (1940-1944) :
- Richard Imbt, de juillet 1940 à octobre 1940[1].
- Karl Kleemann, d’octobre 1940 à septembre 1941[1].
- Eugen Becker , d’octobre 1941 à août 1942
- Franz Schubert, d’août 1942 au 22 novembre 1944[1].

Fin de l'annexion de l'Alsace-Moselle (1940-1944)
- Gabriel Hocquard, du 22 novembre 1944 au 21 octobre 1947[1] (déjà maire de 1938 à juin 1940).
- Raymond Mondon, du 21 octobre 1947 au 31 décembre 1970.
- Jean-Marie Rausch, de mars 1971 au 21 mars 2008 (réélu en 1977, 1983, 1989, 1995 et 2001).

## AuXXIesiècle
- Dominique Gros, du 21 mars 2008 au 3 juillet 2020.
- François Grosdidier, depuis le 3 juillet 2020.